# Marino Morosini velencei dózse

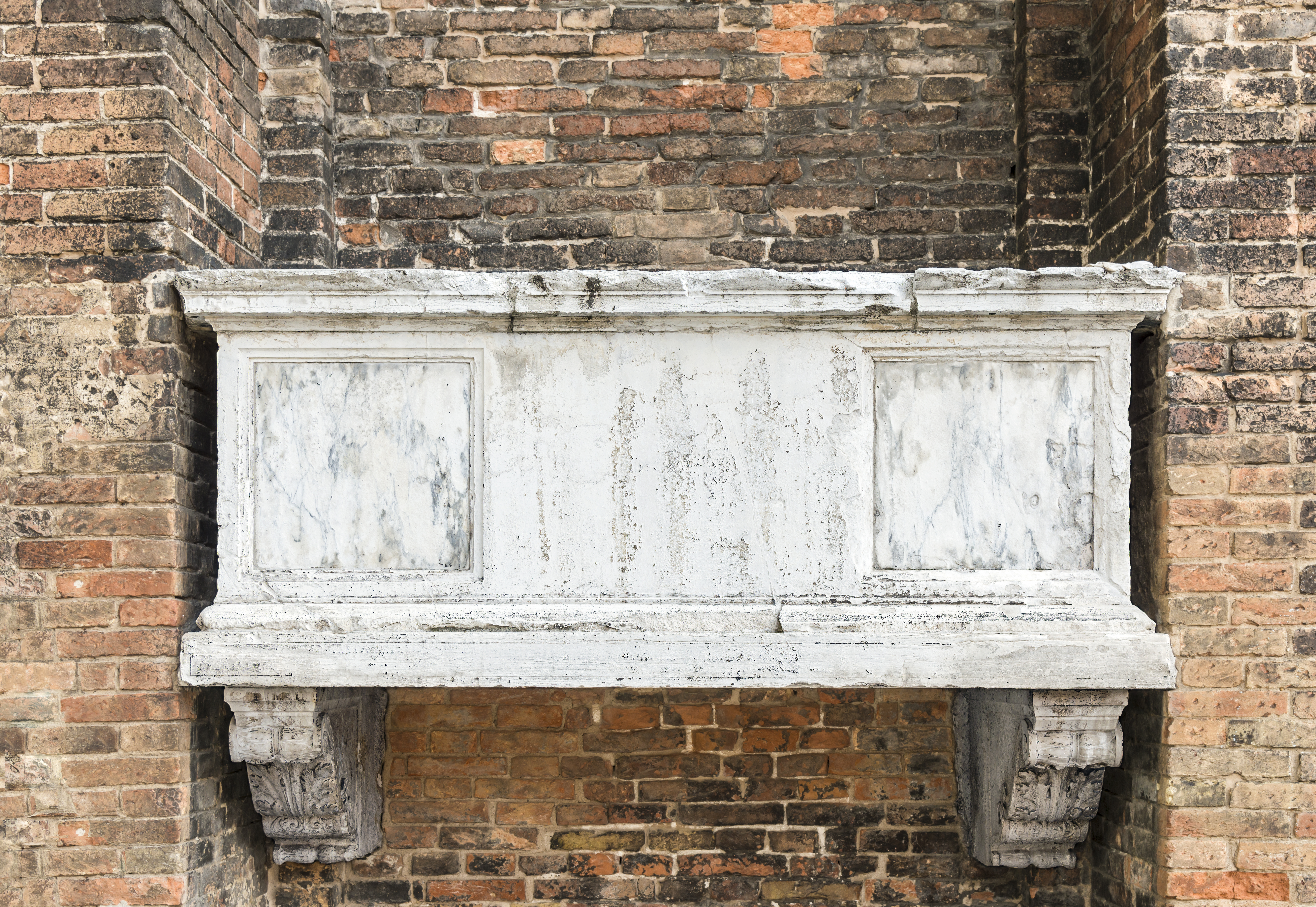
Sírjában.

Marino Morosini (Velence, 1181 – Velence, 1253. január 1.) volt a Velencei Köztársaság negyvennegyedik dózséja. A neves és gazdag Morosini család sarja volt, akinek megválasztása körül szintén viták alakultak ki. Mindössze három éven át kormányozhatta a Serenissimát, ezért uralmáról csak kevés említésre méltó esemény maradt fenn. Mindenesetre Marino olyan korban lépett a kormányrúdhoz, amikor mind Itáliában, mind Dalmáciában és az Égei-tenger medencéjében béke honolt. Marino nevéhez békés kereskedelmi megállapodások és diplomáciai tárgyalások köthetők.

## Dózseválasztás
Amikor 1229-ben a negyvenek tanácsa Jacopo Tiepolo megválasztásán vitázott, a köztársaság intézményei több jogkörben egymásnak feszültek, amely végül még a dózse megválasztása előtt komoly egyezményeket szült. Jacopo uralkodása alatt még finomították a Quarantia jogait, és az intézményi rendszert is, de a krónikák azt jegyezték fel, hogy miután a Quarantia és a Consiglio Dogale végül megállapodtak egymással, a Maggior Consiglio, a Nagytanács kezdett vitákat a választásra jogosult negyvenek hatalma ellen. A velencei történetírás szerint valójában a Nagytanács hatalomból kiszorított nemesi családjai nyílt lázadást kezdett a Quarantia székhelye előtt, és azt követelték, hogy a dózsét megválasztók sorába vegyenek fel egy választót soraikból is. Több krónika is megemlíti, hogy Jacopo valószínűleg emiatt a belső konfliktus miatt mondott le trónjáról, azonban ma mindössze csak annyit tudunk biztosan, hogy míg Jacopo Tiepolot egy negyven fős tanács választotta meg, addig Marino Morosinit már egy negyvenegy főt számláló Quarantia.

## Morosini, a diplomácia dózséja
Marino az egyik leggazdagabb velencei família feje volt, akinek gazdasági hatalma mellett politikai szerepe sem volt elhanyagolható. Marino Tiepolo dózse személyes bizalmasa és barátja volt, emellett Candia hercegi címét is viselte, valamint Szent Márk prokurátora, vagyis a Serenissima főügyésze is lett. A választók szemében tehát kétség sem férhetett Marino alkalmasságához. Kréta első embereként már megtapasztalta a kormányzással kapcsolatos gondokat, és mivel igen tanult ember volt, Marino hamar ráérzett a diplomácia minden trükkjére. Rövid regnálása a velenceiek számára a béke éveit jelentette, pedig Európa akkori politikája bőségesen adott volna alkalmat a háborúskodásra.
1250-ben meghalt II. Frigyes, német-római császár. Az uralkodó halála felfordította Itáliát, és a pápa térnyerését is segítette. A császárpárti Vicenza ura, Ezzelino da Romana kénytelen volt feladni hódító terveit, amelyeket szívesen fordított volna Velence felé is. Azonban a zsarnok ellen fellázadtak az addig elfoglalt városok, ezzel véget vetve a császárpárti nyomásnak Észak-Itáliában. Marino szerződésben rendezte Ezzelinoval, az elfoglalt dalmát partszakaszok visszaadását. Mivel a szomszédos Magyarország még mindig a tatárjárás sebeit gyógyítgatta, ezért a dózse úgy gondolta, hogy eljött az ideje annak, hogy szorosabbra fűzzék a kapcsolatot Zárával. A szerződésben a zárai kereskedők is ugyanolyan előjogokat kaptak, mint amilyenekkel a velenceiek rendelkeztek. Marino követei messze földekre eljutottak, és jövedelmező kereskedelmi szerződéseket kötöttek. Így született meg az egyezség Raguza városával, Tunisszal és Genovával is. A Közel-Keleten kötött megállapodások hatalmas vagyonhoz juttatták a velencei kereskedőket, ezért Marino igen népszerűvé vált. A nép úgy beszélt róla, mint a békés előnyszerzőről, aki megmutatta a világnak, hogy nemcsak háborúval lehet gazdasági előnyt csiholni.
De Marino nem minden helyzetben tudta megőrizni a jó kapcsolatokat a nemzetközi porondon. A dózse ugyanis elutasította a részvételt a IX. Szent Lajos, francia király által szorgalmazott hatodik keresztes háborúban. A Lyon-i zsinaton maga IV. Ince pápa kérte a velencei követeket, hogy segítsék meg a keresztények seregeit. Marino erre azt felelte, hogy Egyiptom szultánjával virágzó kereskedelmi kapcsolatokat tart fenn, ezért nem látja indokoltnak egy háború indítását ellene. A Szentszék ezek után megszakította diplomáciai kapcsolatait Velencével, és igyekezett megnehezíteni a köztársaság nemzetközi helyzetét. A megromlott kapcsolatokat némileg rendezte a dózse azon szerződése, amelyet az inkvizícióról írt alá. Marino létrehozta a velencei Inkvizíciós Bíróságot (olaszul: Tribunale d'Inquisizione), de komoly feltételeket szabott működésével kapcsolatban. Elsőként azt a kitételt szabta, hogy az inkvizítorokat maga a dózse és az őt közvetlenül segítő Consiglio Dogale nevezhette ki. Az inkvizíciónak Velencében nem lehetett sem rendőri sem bírói hatalma.

### Uralmának vége
A diplomácia példás urát 1253. január 1-jén érte utol a halál. Mindössze hároméves uralkodása után a Szent Márk-bazilikában helyezték örök nyugalomra.